# Автомобільна промисловість

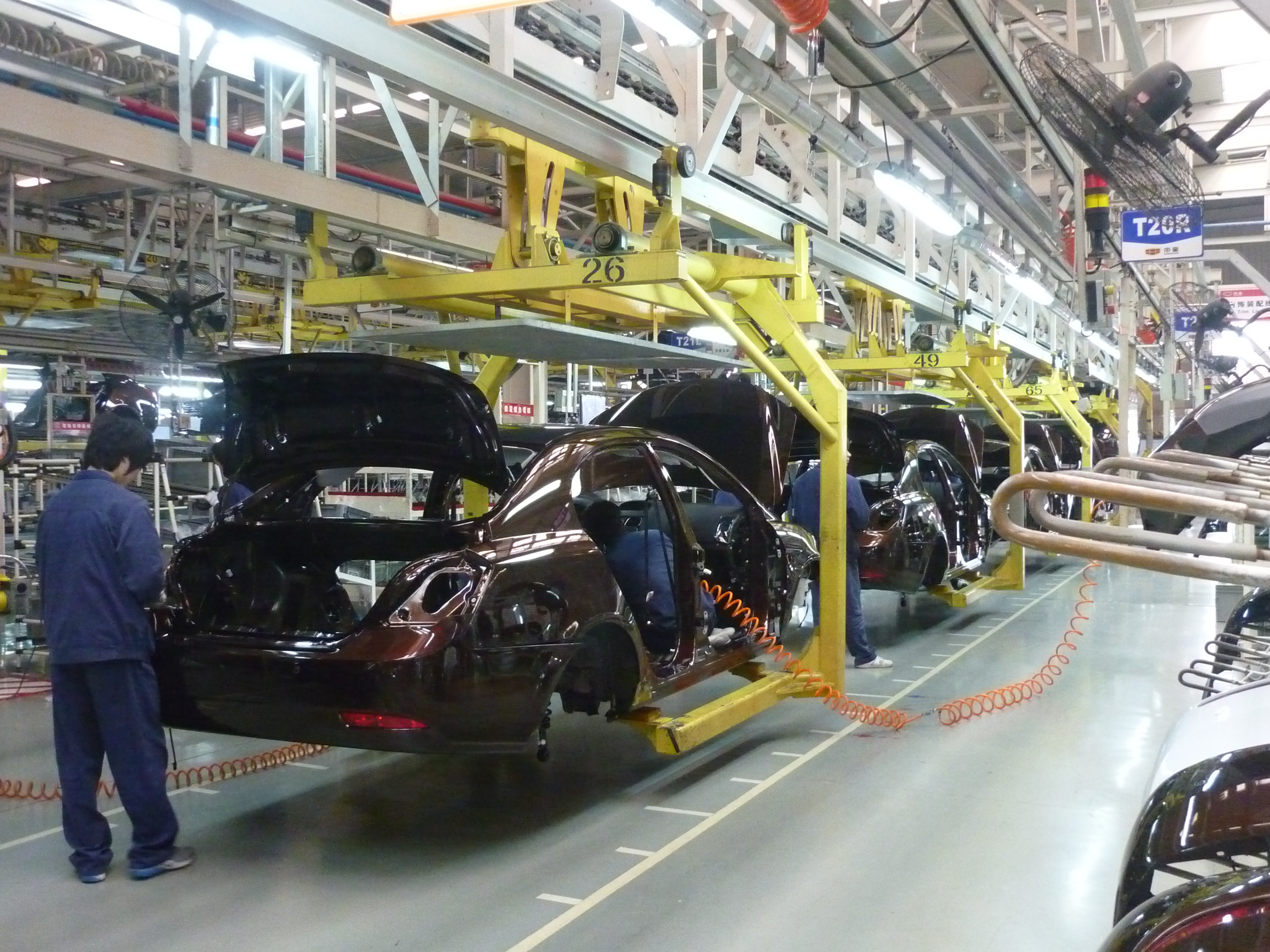
Сучасна лінія складання автомобілів Geely

Автомобільна промисловість (інколи також автомобілебудування) — галузь транспортного машинобудування, що виробляє автомобільний транспорт, зокрема легкові автомобілі, вантажні автомобілі, а також автобуси, мотоцикли, тролейбуси, трактори й інші. До галузі входять підприємства, котрі займаються дизайном, конструюванням, виробництвом, маркетингом та продажем моторизованих засобів транспорту.
Починаючи з середини XX століття автомобілебудування належить до провідних галузей промисловості зі зростаючим ступенем монополізації.
Станом на 2012 рік автомобільна промисловість забезпечує майже 11 % ВВП розвинутих країн світу, проте надто високий розвиток становить загрозу для навколишньому середовищу, тому за темпами зростання виробництва й накопичення автопарку дуже гостро стоять питання нових технологій та альтернативних видів пального.

## Історія

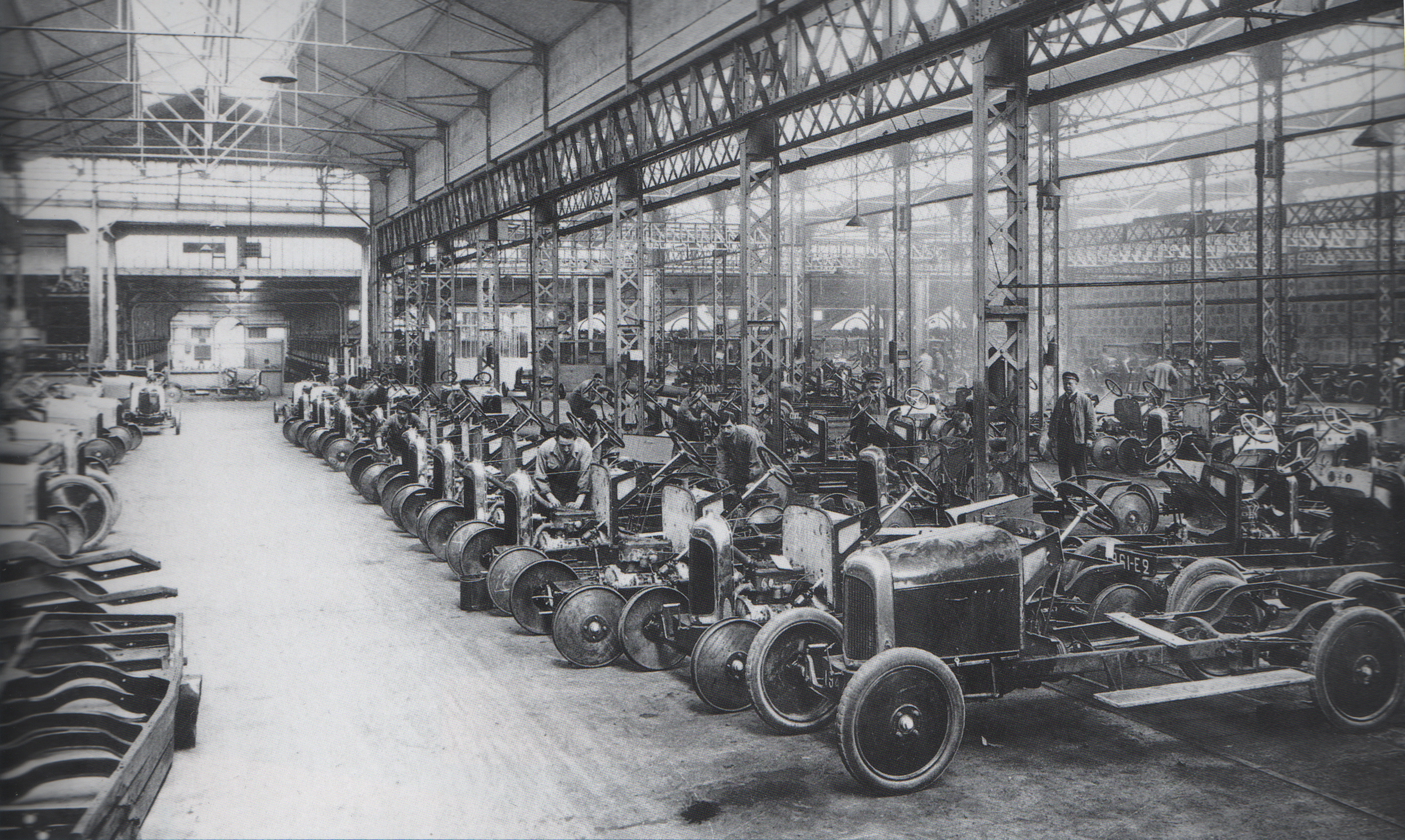
Лінія складання автомобілів Citroën у 1918 році

Автомобілебудування як галузь зародилася у 80-90-х роках XIX століття у Франції та Німеччині, а наприкінці XIX — початку XX ст. у Англії, Австро-Угорщині (Богемія), Італії, США, Бельгії, Канаді, Швейцарії та Швеції у зв'язку з потребою механізації сухопутних перевезень під час Першої світової війни.
В 1898 році в США було збудовано 1000 автомобілів, в Франції — 1631 шт. В 1902 році Франція збудувала 16500 автомобілів, США — 9000 шт. В 1904 році в США випущено 20000 авто; в 1907 році — 44000 автомобілів, Франція — 20000, 12000 — Англія. В 1909 році в США було випущено, щонайменше, вдвічі більше автомобілів, ніж у всіх країнах Європи разом взятих. Американська промисловість почала зацікавлювати споживача не лише низькою ціною і високою якістю автомобіля, але й її зовнішнім виглядом. Згідно з даними перепису, в 1920 році в США налічувалось 10,5 мільйонів авто, з яких 983 тисяч були вантажними, і автобусів — 50,56 тисяч. За 1928 рік в Німеччині випущено 150 000 автомобілів і 140 000 мотоциклів. До кінця 1928 року в США в русі перебувало більше 25 млн автомобілів. На 1 листопада 1928 року в Кореї курсувало 2022 легковиків і 470 вантажних автомобілів і автобусів.
В 1926 році американська автопромисловість побудувала 86 % всіх побудованих на цей рік автомобілів в світі. Виробництво Форда в цьому році було близько 1 млн. 700 тисяч штук, а оптові продажі його головного суперника Генеральної Корпорації Моторів (Морган), яка включала морганівські заводи: Шевроле, Оклан-Понтіак, Бюік, Олдсмобіль, Кадилак-Ла-Скаль — 1 млн. 216 тисяч штук. Американський автомобільний «бум» обезцінив всі попередні моделі аж до 1927 року таким чином, що 4 1/3 мільйони автомобілів нової побудови подешевшали до 1/2 і 1/4 попередньої ціни. Морганом в США проводиться посилена агітація «дві машини в одній сім'ї»; вводяться гарантії на вживані автомобілі, започатковуються виставки вживаних авто. Перенасичення ринку призводить до експорту автомобілів за кордон: в 1927 році в Європу було вивезено всього лише 24 % готових автомобілів (92 тисячі штук), в інші країни Америки — 35 %, в Австралію і Н.Зеландію — 20 %, в Африку — 7 %, Азію — 5 % і в ряд інших особливо не перелічених країн. Такий незначний експорт в Європу призвів до загострення конкуренції з європейською автопромисловістю, в результаті чого ціни на автомобілі в Європі почали посилено знижуватись. Крупний французький заводчик Сітроен пережив гостру кризу в 1927 році. В Румунії, завдяки діяльності Форда за 1927-28 роки подвоюється кількість автомобілів і становить 22 тисячі — 1 авто на 762 жителя.
У Німеччині автомобільна промисловість виникла у 19 столітті завдяки заводській збірці в 1885 році першого автомобіля Готтлібом Даймлером та Карлом Бенцем. А потім розгортання конвейєрного масового виробництва автомобілів, започаткованого в 1903 році Генрі Фордом на власному заводі — стала значною галуззю промисловості багатьох країн світу, особливо: США, Японії, Німеччини та Південної Кореї.

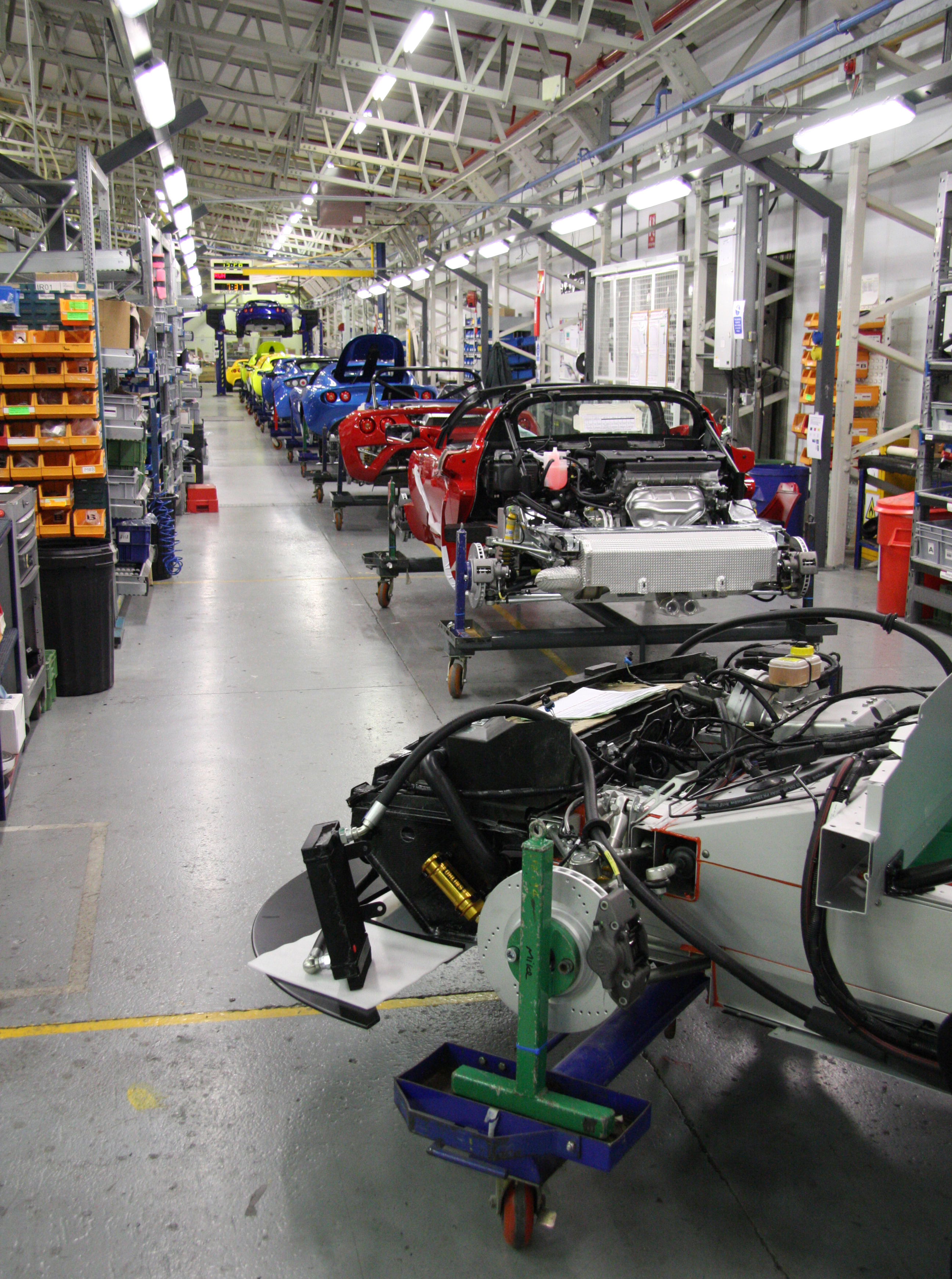
Монтажна лінія автомобілів Lotus

Наприкінці XX століття трійку світових лідерів складали General Motors, Ford, Chrysler, а у перших роках ХХІ ст. їх позиції вперше були потіснені на світовому ринку японськими автовиробниками Toyota, Nissan, Honda, Mitsubishi.
Важливою проблемою світового масштабу нині стала проблема переробка відходів автомобілів, що вийшли зі вжитку. У низці держав прийнято норми, директиви і закони, які вимагають від виробників, з метою регулювання процесів переробки, повного інформування щодо використовуваних матеріалів. Важливим кроком до реалізації цих законів та норм є створення єдиної міжнародної інформаційної системи IMDS, членами якої нині є понад 20 представників світового автопрому.

## Виробництво двигунного автотранспорту у Світі
Беззаперечними лідерами станом на 2012 рік залишаються концерни General Motors (США), Toyota (Японія), Volkswagen Group (Німеччина); спостерігається зростання активності автовиробників Південної Кореї, а у першому десятиріччі ХХІ століття найбільшими темпами відбувається розвиток автомобілебудування Китаю. Південна Корея нещодавно стала продуцентом власних технологій в автомобілебудуванні, а до цього вона тривалий час розвивала автопром за тісної співпраці з провідними світовими автоконцернами.
Тенденції будівництва легкових автомобілів відбуваються наступним чином: у країнах ЄС і Японії спостерігається тенденція зберігання обсягів виробництва у 2000—2005 роках та поступовий спад в часи фінансової кризи 2008—2009 рр. Значніший спад відбувся у США, Канаді та Мексиці. Бразилія, Росія, Індія та Китай демонструють активне зростання виробництва автотранспортних засобів.

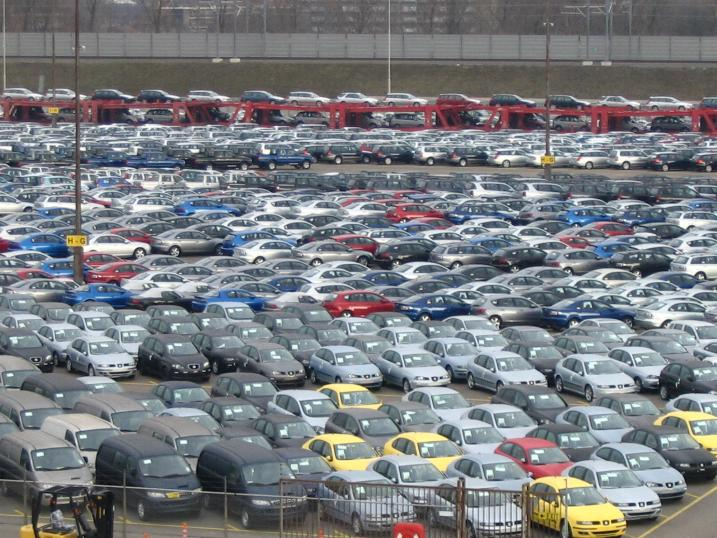
Нові автомобілі в порту Роттердам (2006 р.)

Загальне виробництво у 2010 р. становило понад 75 млн автомобілів, фургонів, вантажівок і автобусів, що є еквівалентним глобальному обороту приблизно 2,2 трлн євро. Виробництво таких обсягів працевлаштовує більш, ніж 8,3 млн працівників задіяних у
створенні транспортних засобів і частин, що йдуть до них, а у сфері надання послуг, пов'язаних з автомобільною промисловістю, торгівлею та обслуговуванням — приблизно у п'ять разів більше. Рівень зайнятості у автомобільній промисловості не є однаковим: найбільший рівень зайнятості спостерігається у Китаї (19 %), США (11 %) та Японії, Німеччини та Росії (9 %), що відповідає територіальним розміщенням
великих автомобільних концернів. Також достатній рівень зайнятості у цій промисловості мають такі країни, як Франція, Іспанія, Південна Корея, Бразилія, Індія, Італія, Велика Британія (3–4 %).
Десятки країн досягли процвітання за рахунок ставки на розвиток цієї галузі: Німеччина, Японія, США та ін. Від виробництва автомобілів безпосередньо залежить економіка Франції, Італії, Великої Британії, Південної Кореї, Китаю тощо.
В Чехії та Словаччині автомобілебудування займає ключове місце в економіці, забезпечуючи створення 8 — 10 % внутрішнього валового продукту та понад 20 % промислового виробництва. В цих країнах виробляється більше 100 автомобілів на 1000 жителів, що дозволяє в повній мірі покривати внутрішній попит та експортувати значні обсяги. В умовах глобальної економічної кризи 2009—2010 рр. Чехія та Словаччина зберегли обсяги виробництва.

### За роками
Світове виробництво автотранспорту
(автомобілі та комерційні машини)
| Рік  | Виробництво | Зміна  | Джерело |  |
| 1997 | 54,434,000  |        | [ 10 ]  |  |
| 1998 | 52,987,000  | -2.7%  | [ 10 ]  |  |
| 1999 | 56,258,892  | 6.2%   | [ 11 ]  |  |
| 2000 | 58,374,162  | 3.8%   | [ 12 ]  |  |
| 2001 | 56,304,925  | -3.5%  | [ 13 ]  |  |
| 2002 | 58,994,318  | 4.8%   | [ 14 ]  |  |
| 2003 | 60,663,225  | 2.8%   | [ 15 ]  |  |
| 2004 | 64,496,220  | 6.3%   | [ 16 ]  |  |
| 2005 | 66,482,439  | 3.1%   | [ 17 ]  |  |
| 2006 | 69,222,975  | 4.1%   | [ 18 ]  |  |
| 2007 | 73,266,061  | 5.8%   | [ 19 ]  |  |
| 2008 | 70,520,493  | -3.7%  | [ 20 ]  |  |
| 2009 | 61,791,868  | -12.4% | [ 21 ]  |  |
| 2010 | 77,857,705  | 26.0%  | [ 22 ]  |  |
| 2011 | 79,989,155  | 3.1%   | [ 23 ]  |  |
| 2012 | 84,141,209  | 5.3%   | [ 24 ]  |  |
| 2013 | 87,300,115  | 3.7%   | [ 25 ]  |  |
| 2014 | 89,747,430  | 2.6%   | [ 26 ]  |  |
| 2015 | 90,780,583  | 1.1%   | [ 27 ]  |  |
| 2016 | 94,976,569  | 4.5%   | [ 28 ]  |  |
| 2017 | 97,302,534  | 2.36%  | [ 29 ]  |  |
| 2018 | 95,634,593  | -1.1%  | [ 30 ]  |  |
| 2019 | 91,786,861  | -5.2%  | [ 31 ]  |  |
| 2020 | 77,621,582  | -16.0% | [ 32 ]  |  |
| 2021 | 80,145,988  | 3.0%   | [ 33 ]  |  |
| 2022 | 85,016,728  | 2.0%   | [ 34 ]  |  |
| 2023 | 93 546 599  | 10.0%  | [ 35 ]  |  |

### За загальною кількістю вироблених машин підприємством за всю його історію
Якщо рахувати машини вироблені підприємством за всю історію його існування, то можна оцінити впливовість виробника на світову автоіндустрію. Ось список деяких виробників від незалежних джерел:
- Toyota 200 000 000 машин станом на липень 2012 (після 77 виробництва автотехніки).[36]

## Ринок автомобілів
У 2006 році у світі було вироблено 69 мільйонів моторизованих засобів транспорту. Найбільшими ринками автомобілів у 2006 році були: США, де продано 16 мільйонів автомобілів, Західна Європа — 15 мільйонів, Китай — 7 мільйонів та Індія — 2 мільйони. У 2007 році ринки Північної Америки та Західної Європи стагнували, натомість ринки БРІК —  Південної Америки (особливо Бразилія), Східної Європи (особливо Росія) та Азії (Південна Корея та Індія) зростали.
Із 2010 року ринок Китая обігнав ринок США за кількістю проданих авто. Станом на 2017 рік у Європі найбільшим ринком є Німеччина 1.8 млн авто (+2,9%), України у цей період показала найбільший ріст у Європі — 51,7%, продано 42 637 нових авто .

### Найбільші автомобільні конгломерати за об'ємом виробництва
Найбільші виробники автомобілів (останній раз оновлено у 2006 році):
| Марка | Країна виробник | Власність  | Ринок                                                           |
| --- | --------------- | ---------- | --------------------------------------------------------------- |
| 1. Toyota Motor Corporation ( Японія) — 9,120,721 автомобілів, 159 мільярдів €, 299 тис. працівників (2006 рік)         |                 |            |                                                                 |
| Daihatsu | Японія          | Дочірнє    | Світ, за винятком Північної Америки                             |
| Hino | Японія          | Дочірнє    | Східна Азія, Канада, Південна Америка                           |
| Lexus | Японія          | Складова   | Світ, окрім Південної Америки                                   |
| Ranz | КНР             | Складова   | Китай                                                           |
| Scion | Японія          | Складова   | США                                                             |
| Toyota | Японія          | Складова   | Світ                                                            |
| 2. General Motors Corporation ( США) — 8,926,160 автомобілів, 148 міл'ярдів €, 335 тис. працівників (2006 рік)          |                 |            |                                                                 |
| Buick | США             | Складова   | Північна Америка, Китай                                         |
| Cadillac | США             | Складова   | Світ                                                            |
| Chevrolet | США             | Складова   | Світ                                                            |
| Daewoo | Узбекистан      | СНГ        |                                                                 |
| GMC | США             | Складова   | Північна Америка, Близький Схід                                 |
| Holden | Австралія       | Дочірнє    | Східна Азія, Близький Схід                                      |
| JieFang | КНР             | Дочірнє    | Китай                                                           |
| Opel | Німеччина       | Дочірнє    | Європа                                                          |
| Vauxhall | Велика Британія | Дочірнє    | Велика Британія                                                 |
| Wuling | КНР             | Дочірнє    | Китай                                                           |
| 3. Volkswagen AG ( Німеччина) — 5,684,603 автомобілів, 105 міл'ярдів €, 343 тис. працівників (2006 рік)                 |                 |            |                                                                 |
| Audi | Німеччина       | Дочірнє    | Світ                                                            |
| Bentley | Велика Британія | Дочірнє    | Світ                                                            |
| Bugatti | Франція         | Дочірнє    | Світ                                                            |
| Lamborghini | Італія          | Дочірнє    | Світ                                                            |
| quattro GmbH | Німеччина       | Дочірнє    | Світ                                                            |
| SEAT | Іспанія         | Дочірнє    | Європа, Південна Америка                                        |
| Škoda | Чехія           | Дочірнє    | Світ, окрім Північної Америки                                   |
| Volkswagen | Німеччина       | Складова   | Світ                                                            |
| Volkswagen Commercial Vehicles                                                                                          | Німеччина       | Складова   | Світ                                                            |
| Scania AB | Швеція          | Дочірнє    | Світ                                                            |
| 4. Ford Motor Company ( США) — 6,268,193 автомобілів, 116 міл'ярдів €, 280 тис. працівників (2006 рік)                  |                 |            |                                                                 |
| Ford | США             | Складова   | Світ                                                            |
| Lincoln | США             | Складова   | Північна Америка, Близький Схід                                 |
| Troller | Бразилія        | Дочірнє    | Південна Америка, Африка                                        |
| Volvo Cars | Швеція          | Дочірнє    | Світ                                                            |
| 5. Honda Motor Company ( Японія) — 3,669,514 автомобілів, 94 міл'ярдів €, 144 тис. працівників (2006 рік)               |                 |            |                                                                 |
| Acura | Японія          | Складова   | Північна Америка, Китай                                         |
| Honda | Японія          | Складова   | Світ                                                            |
| 6. PSA Peugeot Citroën ( Франція) — 3,356,859 автомобілів, 57 міл'ярдів €, 211,750 тис. працівників (2006 рік)          |                 |            |                                                                 |
| Citroën | Франція         | Складова   | Світ, окрім Північної Америки                                   |
| Peugeot | Франція         | Складова   | Світ, окрім Північної Америки                                   |
| 7. Nissan Motors ( Японія) — 3,223,372 автомобілів, 63 міл'ярди €, 186 тис. працівників (2006 рік)                      |                 |            |                                                                 |
| Infiniti | Японія          | Division   | Північна Америка, Близький Схід, Тайвань, Корея, Західна Європа |
| Nissan | Японія          | Складова   | Світ                                                            |
| 8. Chrysler LLC ( США) — 2,544,590 автомобілів                                                                          |                 |            |                                                                 |
| Chrysler | США             | Складова   | Світ                                                            |
| Dodge | США             | Складова   | Світ                                                            |
| Jeep | США             | Складова   | Світ                                                            |
| 9. Renault S.A. ( Франція) — 2,492,470 автомобілів, 41 міл'ярд €, 128,893 тис. працівників (2006 рік)                   |                 |            |                                                                 |
| Dacia | Румунія         | Дочірнє    | Європа, Південна Америка, Азія, Африка                          |
| Renault | Франція         | Складова   | Світ, окрім Північної Америки                                   |
| Samsung | Південна Корея  | Дочірнє    | Азія, Південна Америка                                          |
| 10. Hyundai Motor Company ( Південна Корея) — 2,462,677 автомобілів, 36 міл'ярдів €, 100 тис. працівників (2006 рік)    |                 |            |                                                                 |
| Hyundai | Південна Корея  | Складова   | Світ                                                            |
| 11. Fiat S.p.A. ( Італія) — 2,317,652 автомобілів, 52 міл'ярди €, 172 тис. працівників (2006 рік)                       |                 |            |                                                                 |
| Abarth | Італія          | Дочірнє    | Світ, окрім Північної Америки                                   |
| Alfa Romeo | Італія          | Дочірнє    | Світ, окрім Північної Америки                                   |
| Ferrari | Італія          | Дочірнє    | Світ                                                            |
| Fiat | Італія          | Складова   | Світ, окрім Північної Америки                                   |
| Iveco | Італія          | Дочірнє    | Світ, окрім Північної Америки                                   |
| Maserati | Італія          | Дочірнє    | Світ                                                            |
| Lancia | Італія          | Дочірнє    | Світ, окрім Північної Америки                                   |
| 12. Suzuki Motor Corporation ( Японія) — 2,297,277 автомобілів, 22 міл'ярди €, 14,180 тис. працівників (2006 рік)       |                 |            |                                                                 |
| Maruti | Індія           | Дочірнє    | Індія, Близький Схід, Південна Америка                          |
| Suzuki | Японія          | Складова   | Світ                                                            |
| 13. Daimler AG ( Німеччина) — 2,044,533 автомобілів                                                                     |                 |            |                                                                 |
| Mercedes-Benz | Німеччина       | Складова   | Світ                                                            |
| Mercedes-AMG | Німеччина       | Складова   | Світ                                                            |
| Maybach | Німеччина       | Складова   | Світ                                                            |
| Smart | Німеччина       | Складова   | Західна Європа, Азія, Північна Америка                          |
| Mitsubishi Fuso | Японія          | Дочірнє    | Світ                                                            |
| Freightliner | США             | Дочірнє    | Північна Америка                                                |
| 14. Mazda Motor Corporation ( Японія) — 1,396,412 автомобілів, 22 міл'ярди €, 23,550 тис. працівників (2006 рік)        |                 |            |                                                                 |
| Mazda | Японія          | Складова   | Світ                                                            |
| 15. Kia Motors ( Південна Корея) — 1,381,123 автомобілів,                                                               |                 |            |                                                                 |
| Kia | Південна Корея  | Складова   | Світ                                                            |
| 16. BMW AG ( Німеччина) — 1,366,838 автомобілів, 49 міл'ярдів €, 106,600 тис. працівників (2006 рік)                    |                 |            |                                                                 |
| BMW | Німеччина       | Складова   | Світ                                                            |
| MINI | Велика Британія | Складова   | Світ                                                            |
| Rolls-Royce | Велика Британія | Subsidiary | Global                                                          |
| 17. Mitsubishi Motors Corporation ( Японія) — 1,313,409 автомобілів, 13 міл'ярдів €, 33,750 тис. працівників (2006 рік) |                 |            |                                                                 |
| Mitsubishi Motors | Японія          | Складова   | Світ                                                            |
| 18. AvtoVAZ ( Росія) — 765,627 автомобілів                                                                              |                 |            |                                                                 |
| Lada | Росія           | Складова   | Східна Європа, Фінляндія, Швеція                                |
| VAZ | Росія           | Складова   | Східна Європа                                                   |
| 19. Fuji Heavy Industries ( Японія) — 587,274 автомобілів, 10 міл'ярдів €, 12,800 тис. працівників (2006 рік)           |                 |            |                                                                 |
| Subaru | Японія          | Складова   | світ                                                            |
| 20. Tata Motors Limited ( Індія) — 561,081 автомобілів                                                                  |                 |            |                                                                 |
| Tata Daewoo Commercial Vehicle                                                                                          | Південна Корея  | Дочірнє    | Південна Корея                                                  |
| Hispano Carrocera | Іспанія         | Дочірнє    | Європа                                                          |
| Jaguar | Велика Британія | Дочірнє    | Світ                                                            |
| Land Rover | Велика Британія | Дочірнє    | Світ                                                            |
| Tata Motors | Індія           | Складова   | Індія, Південна Африка                                          |

#### Взаємозв'язки підприємств
Нерідко підприємства автомобільної промисловості володіють значною долею у конкуруючих підприємствах. Серед таких взаємозв'язків відомо, що:
- Porsche Holding володіє 30 % акцій Volkswagen Group та заявило про бажання збільшити свою частку до 51 %. Вважають, що ймовірно незабаром Porsche заявить про збільшення частки до 75 %.
- Альянс Renault-Nissan — Renault тримає 44,3 % акцій Nissan, котра натомість володіє 15 % Renault
- Ford володіє 33,9 % акцій Mazda
- Hyundai Motor Co. володіє 38,67 % Kia Motors
- General Motors 3 % Suzuki.
- Toyota Motors володіє 51 % Daihatsu.

### Підприємства постачальники
Найбільші постачальники компонентів для виробників автомобілів
| Назва концерну          | Країна виробник | Дохід (млрд. €) | Працівників (тис. чоловік) |
| ----------------------- | --------------- | --------------- | -------------------------- |
| Bosch                   | Німеччина       | 27              | 161                        |
| Denso                   | Японія          | 21              | 112                        |
| Bridgestone             | Японія          | 21              | 126                        |
| Delphi                  | США             | 18              | 171                        |
| Magna                   | Канада          | 16              | 83                         |
| Johnson Controls        | США             | 16              | 136                        |
| Michelin                | Франція         | 16              | 115,8                      |
| Continental             | Німеччина       | 15              | 85                         |
| ThyssenKrupp Automotive | Німеччина       | 14              | 66                         |
| Goodyear                | США             | 14              | 70                         |
| TRW                     | США             | 13              | 65                         |
| Lear Corporation        | США             | 12              | 90                         |
| Faurecia                | Франція         | 12              | 60                         |
| Aisin Seiki             | Японія          | 12              | 59,6                       |
| ZF                      | Німеччина       | 12              | 55                         |
| Siemens VDO             | Німеччина       | 10              | 53                         |
| Valeo                   | Франція         | 10              | 72                         |
| Visteon                 | США             | 8               | 43                         |
| Sumitomo Electric       | Японія          | 8               | —                          |
| Arvin Meritor           | США             | 6               | 29                         |

## Кількість автомобілів на 1000 жителів
| Держава | Кількість автомобілів на 1000 осіб |
| ------- | ---------------------------------- |

|            |     |
| ---------- | --- |
| США        | 809 |
| Люксембург | 739 |
| Італія     | 679 |
| Японія     | 591 |
| Франція    | 578 |
| Німеччина  | 572 |
| Польща     | 537 |
| Чехія      | 485 |
| Росія      | 293 |
| Білорусь   | 282 |
| Румунія    | 235 |
| Казахстан  | 219 |
| Китай      | 188 |
| Україна    | 173 |
| Молдова    | 156 |
| Грузія     | 155 |
| Вірменія   | 103 |
| Узбекистан | 37  |